# Ruen (obwód Płowdiw)
Ruen (bułg. Руен) – wieś w Bułgarii, w obwodzie Płowdiw, w gminie Kuklen. Według danych szacunkowych Ujednoliconego Systemu Ewidencji Ludności oraz Usług Administracyjnych dla Ludności, 15 czerwca 2020 roku miejscowość liczyła 292 mieszkańców.